# ثنائي أكسيد التيلوريوم
ثنائي أكسيد التيلوريوم (TeO2) هو أكسيد صلب من التيلوريوم. يوجد بشكلين مختلفين، معدن التيلوريت أصفر اللون، β-TeO 2، ومركب صناعي عديم اللون (باراتيلوريت)، α-TeO 2.

## تحضير
يحضر باراتيلوريت، α-TeO 2، عن طريق تفاعل التيلوريوم مع O2:
Te + O2 → TeO2

## الخواص الكيميائية
قليل الذوبان في الماء وقابل للذوبان في الأحماض القوية وهيدروكسيدات الفلزات القلوية. وهو مادة مذبذبة وبالتالي يمكن أن تعمل كحمض أو كقاعدة اعتمادًا على المحلول الموجود فيها. ويتفاعل مع الأحماض لتكوين أملاح التيلوريوم والقواعد لتكوين التيلوريت. يمكن أن يتأكسد إلى حمض التيلوريك أو تيلورات.

## الأمان
يؤدي التعرض لمركبات التيلوريوم إلى ظهور رائحة تشبه رائحة الثوم أثناء الزفير، بسبب تكوين ثنائي إيثيل تيلورايد.